# ABC-CLIO
ABC-CLIO este o bază de date americană, gestionată de Universitatea de la Santa-Barbara ,California cu lucrări (articole în reviste științifice, cărți) din toate domeniile istoriei universale și a Americii. Aceasta conține majoritatea revistelor științifice de istorie din lume.  
Baza de date poate fi accesată contra plată. Totuși, există posibilitatea accesului gratuit pentru experți (revieweri)- persoane care trebuie să aibă cel puțin două lucrări științifice publicate, sau doctori în știință - în schimbul review-urilor (referatelor), care se scriu în limba engleză.